# Девід Ллойд (тенісист)
Девід Ллойд (англ. David Lloyd; нар. 3 січня 1948) — колишній британський тенісист і політик.
Найвищу одиночну позицію світового рейтингу — 128 місце досяг 13 вересня 1973 року.
Здобув 14 одиночних та 1 парний титул.
Найвищим досягненням на турнірах Великого шолома був півфінал в парному розряді.

## Титули за кар'єру

### Парний розряд (1–2)
| Результат | Ранг | Дата     | Турнір                                | Покриття  | Партнер    | Суперники                        | Рахунок       |
| --------- | ---- | -------- | ------------------------------------- | --------- | ---------- | -------------------------------- | ------------- |
| Перемога  | 1–0  | Лис 1976 | Dewar Cup, Лондон, Велика Британія    | Килим     | Джон Ллойд | Джон Фівер Джон Джеймс           | 6–4, 3–6, 6–2 |
| Поразка   | 1–1  | Бер 1977 | Гельсінкі, Фінляндія                  | Килим (i) | Джон Ллойд | Їржі Гржебець Ганс Кері          | 7–5, 6–7, 4–6 |
| Поразка   | 1–2  | Чер 1977 | Queen's Club, Лондон, Велика Британія | Трава     | Джон Ллойд | Ананд Амрітрадж Віджай Амрітрадж | 1–6, 2–6      |